# Clonaria inclinata
Clonaria inclinata är en insektsart som först beskrevs av Karsch 1898.  Clonaria inclinata ingår i släktet Clonaria och familjen Diapheromeridae. Inga underarter finns listade i Catalogue of Life.